# Ley de Espionaje de 1917
La Ley de Espionaje de 1917 (Pub. L. 65-24, 40 Stat. 217, promulgada el 15 de junio de 1917) es una ley federal de los Estados Unidos aprobada el 15 de junio de 1917, poco después de la entrada de EE. UU. en la Primera Guerra Mundial. Ha sido modificada varias veces a lo largo de los años. Originalmente se encontraba en el Título 50 del Código de los EE. UU. (Guerra), pero ahora se encuentra bajo el Título 18, Crimen. Concretamente en el § 792 del Título 18 del USC y siguientes.
En un principio prohibía cualquier intento de interferir en las operaciones militares con intención de apoyar a los enemigos de Estados Unidos durante la guerra, promover la insubordinación de los militares, o interferir con el reclutamiento militar. En 1919, la Corte Suprema de los EE. UU. dictaminó por unanimidad en Schenck contra Estados Unidos que la ley no viola la libertad de expresión de las personas condenadas en virtud de sus disposiciones. La constitucionalidad de la ley, su relación con la libertad de expresión y el significado del lenguaje de la ley han sido impugnadas en los tribunales varias veces desde entonces.
Entre los que han sido acusados de delitos tipificados en la Ley están el diputado socialista germano-estadounidense y editor del periódico Milwaukee Leader Victor L. Berger, el expresidente de Watch Tower Bible & Tract Society Joseph Franklin Rutherford, los comunistas Julius y Ethel Rosenberg, el denunciante de los Pentagon Papers Daniel Ellsberg, la filtradora de documentos diplomáticos Chelsea Manning, y el presunto alertador de la NSA Edward Snowden. La condena de Rutherford fue revocada en apelación. Las secciones más controvertidas de la ley, incluyendo la sección original tercera, por la que Rutherford fue condenado, fueron derogadas en 1921.